# Frank Stubbs
 (South Wellfleet, 12 luglio 1909 – Melrose, 20 aprile 1993) è stato un hockeista su ghiaccio statunitense.

## Palmarès

### Olimpiadi invernali
- Bronzo a Garmisch-Partenkirchen 1936 nell'hockey su ghiaccio.